# Žan Mark Šiško
Žan Mark Šiško (n. Ljubljana, Eslovenia, 29 de junio de 1997) es un baloncestista esloveno. Con 1,91 metros de estatura, juega en la posición de base.

## Trayectoria deportiva
Šiško nació en Ljubljana y comenzó su carrera profesional en el Union Olimpija de su ciudad natal, haciendo su debut oficial en marzo de 2014 a la edad de 16 años, antes de ser cedido en la temporada 2014-15 al Škofja Loka.
En 2015, firmó por la Cibona de Zagreb, donde jugaría durante una temporada.
En la temporada 2017-18, juega en el Ilirija.
En la temporada 2018-19, firma por el Koper Primorska, con el que logra el título de la [ABA Liga 2]], 1. A slovenska košarkarska liga, Copa de baloncesto de Eslovenia y la Supercopa de baloncesto de Eslovenia.
El 28 de diciembre de 2019, Šiško firmó un contrato con el club alemán del Bayern de Múnich de la Basketball Bundesliga.
En la temporada 2020-21, logró la Copa de baloncesto de Alemania con el Bayern de Múnich.
El 15 de julio de 2022, Šiško amplió su contrato con el Bayern por otros dos años. En noviembre de 2022, estuvo fuera del equipo por motivos personales por el resto de la temporada.
El 21 de junio de 2023, firma por el Club Baloncesto Breogán de la Liga Endesa.
El 27 de septiembre de 2023, rescinde su contrato con el Club Baloncesto Breogán alegando motivos personales que le llevarían a abrir una nueva etapa en su vida fuera del baloncesto según su comunicado.

### Selección nacional
Šiško representó a la Selección de baloncesto de Eslovenia con la que hizo su debut el 24 de noviembre de 2017, en un partido de clasificación para la Copa del Mundo de Baloncesto FIBA 2019 contra Bielorrusia.